# Нанутов млин
Нанутов млин представља један од неколицине преуређених млинова који се данас налазе у оквиру града Бања Луке.

## Опис добра
Грађевина је смјештена на обали ријеке Врбас и налази се на списку културних добара Републике Српске
Недалeко изнад самога млина налази се муслиманско гробље, а просторије унутар саме грађевине тренутно користи ронилачки клуб БУК из Бања Луке.
У погледу територијално-административне локације унутар града Бања Луке, млин се налази у општини Српске Топлице.